# Pleton
Georgije Gemist Pleton (grč. Georgios Gemistos Plethon, Γεώργιος Πλήθων Γεμιστός)(Konstantinopol, o. 1355. – Mistra, Peloponez, 26. lipnja 1450.), bizantski novoplatonistički filozof.
Bio je jedan od inicijatora antičkog preporoda u Zapadnoj Europi koji je potaknuo pojavu renesanse.

## Životopis
Sudjelovao je na unionističkom crkvenom koncilu u Ferrari i Firenci 1438. – 1439. godine, gdje je Europi ponovno predstavio Platonove filozofske ideje. Tu je upoznao kneza Cosima de´Medicija kojega je potaknuo na osnivanje Platonske akademije (1459.)